# Nelson Stewart
Pour les articles homonymes, voir Stewart.
Temple de la renommée : 1952
Nelson Stewart, surnommé Nels Stewart, (né le 29 décembre 1902 à Montréal au Canada et mort le 21 août 1957 à Wasaga Beach ville de la province de l'Ontario) est un joueur de hockey sur glace professionnel canadien qui jouait en attaque. Il joue pour les Maroons de Montréal, les Americans de New York et les Bruins de Boston de la Ligue nationale de hockey (LNH) dans les années 1920 et 1930. Il est membre depuis 1952 du temple de la renommée du hockey après avoir remporté lors de sa première saison dans la LNH, en 1925-1926, la Coupe Stanley et le trophée Hart du meilleur joueur de la saison. Il est le premier joueur de l'histoire de la LNH à avoir dépassé la barre des 300 buts et son total final de 324 buts n'est battu qu'en 1952 par Maurice Richard.

## Carrière

### Les débuts amateurs
Stewart commence le hockey avec les Beaches de Toronto dans l'organisation junior de l'Ontario Hockey Association (également désignée par le sigle OHA) — aujourd'hui Ligue de hockey de l'Ontario — puis, pour sa première année senior, il rejoint le Parkdale Canoe Club, autre équipe de l'OHA. Toujours amateur, il s'engage ensuite avec les Indians de Cleveland dans la United States Amateur Hockey Association (USAHA). Avec cette équipe, il dispute cinq saisons au cours desquelles il remporte à quatre reprises le titre de meilleur buteur. Remarqué de par ses performances, il signe un contrat comme agent libre le 25 juin 1925 avec les Maroons de Montréal, franchise qui achève sa première saison dans la Ligue nationale de hockey (LNH). Il est repéré par les cadres de l'équipe : James Strachan, président des Maroons, Eddie Gerard, l'entraîneur et Dunc Munro, le capitaine. À l'époque les St-Patricks de Toronto sont également sur le coup pour recruter le joueur en lui proposant 15 000 dollars pour trois saisons, soit 100 dollars de plus par mois que ce qu'il touche alors en tant qu'amateur, mais finalement, Strachan fait une meilleure offre au jeune joueur.

### Premières saisons professionnelles
Pour ses débuts dans la LNH en 1925-1926, il termine meilleur buteur et meilleur pointeur de la ligue avec 34 buts et 42 points et devient un des rares joueurs novices de la ligue à remporter le titre du meilleur joueur de la saison récompensé par le trophée Hart. Encadré par des vétérans comme Clint Benedict, Punch Broadbent ou encore Reg Noble, il marque six des dix buts de son équipe lors de la finale de la Coupe Stanley que les Maroons remportent pour la première fois de leur histoire 3 matchs à 1 contre les Cougars de Victoria, équipe de la ligue concurrente de la LNH, l'Association de hockey de la Côte du Pacifique.
La saison 1926-1927 est plus décevante pour Stewart qui ne termine qu'à la huitième place des buteurs de la LNH tout en étant le joueur le plus pénalisé bien qu'étant, encore une fois, le meilleur pointeur et buteur de son équipe. Cette dernière est éliminée en première ronde des séries éliminatoires par les Canadiens de Montréal.
Pour sa troisième saison dans la LNH, Stewart mène toujours son équipe et retrouve une place parmi les dix meilleurs pointeurs de la LNH, terminant même troisième buteur de la ligue derrière deux joueurs des Canadiens, Howie Morenz, vainqueur du trophée Hart et Aurèle Joliat. Après avoir battu les Sénateurs d'Ottawa puis ces mêmes Canadiens, Stewart et les Maroons retrouvent la finale de la Coupe Stanley contre les Rangers de New York. Au cours du second match de la finale, Stewart effectue un lancer qui frappe le gardien des Rangers Lorne Chabot à l'œil, l'obligeant à quitter ses partenaires pour être conduit à l'hôpital. Malgré ça, les Rangers marquent les premiers, les Maroons égalisent ensuite par Stewart avant que les New-Yorkais ne s'imposent en prolongation. Finalement et après avoir perdu le troisième match, les Rangers remportent les deux dernières confrontations de la série pour remporter la Coupe.
Lors de la saison 1928-1929 et après n'avoir joué qu'un seul match, le capitaine de l'équipe Dunc Munro est obligé d'arrêter temporairement sa carrière à la suite d'une légère attaque cardiaque et c'est alors Stewart qui hérite de la fonction de capitaine, fonction qu'il conservera jusqu'à son départ des Maroons. Bien que la saison soit catastrophique pour les Maroons qui finissent derniers de leur division et ne se qualifient pas pour les séries, Stewart termine à nouveau meilleur buteur et meilleur pointeur de son équipe, marquant près d'un tiers des buts de la franchise, et se classe à le deuxième place des buteurs et pointeurs de la ligue derrière Ace Bailey.

### La « S »line
En 1929, Munro est le nouvel entraîneur des Maroons, s'étant remis de son incident cardiaque, et il décide d'associer Stewart et Babe Siebert, qui se côtoient depuis leurs débuts professionnels en 1925, ainsi que Hooley Smith qui a signé la saison précédente avec l'équipe. Ce trio prend rapidement le surnom de « S line », en référence à l'initiale commune aux noms des trois joueurs qui accaparent les trois premières places des pointeurs de l'équipe, Stewart en tête. Grâce à cette ligne, les Maroons terminent à égalité de points avec les Canadiens mais sont sacrés champions de la division en raison du plus grand nombre de victoires et se qualifient pour les séries. Malheureusement pour eux, ils doivent affronter les Bruins de Boston qui ont dominé la saison régulière et sont éliminés en quatre matchs. Stewart récolte cependant le deuxième trophée Hart de sa carrière.
Toujours associé à Siebert et Smith au sein de la « S line », il termine à nouveau meilleur buteur et pointeur de son équipe en 1931 pour la sixième saison consécutive et il fait parler de lui le 3 janvier 1931 : lors d'un match contre les Bruins de Boston, il marque deux buts en seulement quatre secondes. Cet exploit ne sera égalé qu'en 1995-1996 par Deron Quint avec les Jets de Winnipeg,. Cependant, l'équipe encaisse plus de 100 buts lors de la saison régulière et termine à la quatrième et dernière place qualificative de sa division. Lors des séries, les Maroons ne font pas illusion et Stewart est le seul joueur à inscrire un but lors d'une défaite sévère 8-1 en deux matchs contre les Rangers de New York.
La saison 1931-1932 est la dernière de son association avec Siebert et Smith et, pour la première fois depuis ses débuts professionnels, il est devancé pour les titres de meilleur buteur et meilleur pointeur de son équipe, marquant 22 buts et 33 points, loin derrière les 26 buts de Dave Trottier et les 44 points de ce même Trottier et de Smith. Les Maroons sont éliminés en demi-finale de la Coupe Stanley ; Stewart ne marque aucun but et est limité à un seul point et lors des séries. Cette saison décevante pour lui marque également un tournant dans sa carrière : la crise financière de 1929 touche les Maroons qui ont besoin d'argent et il est vendu le 17 octobre 1932 aux Bruins de Boston. Il quitte l'équipe de ses débuts après un bilan de 185 buts marqués en seulement 290 matchs joués, le plus haut total atteint par un joueur des Maroons alors que dans le même temps, Howie Morenz, le grand concurrent de Stewart mais au sein des Canadiens en inscrit 190.

### Les Bruins de Boston
Bien que peu enclin à rejoindre Boston, Stewart termine deuxième buteur et deuxième pointeur de l'équipe derrière Marty Barry dès sa première saison avec les Bruins. Ceux-ci terminent en tête de leur division mais sont éliminés par les Maple Leafs de Toronto au cours d'une série où quatre des cinq matchs se décident en prolongation. En 1934, les Bruins terminent derniers de leur division et ne se qualifient pas pour les séries, et ce malgré les performances de Barry et Stewart qui terminent à nouveau respectivement premier et deuxième buteur de l'équipe, marquant tous deux plus de buts que la saison précédente, Stewart terminant même à égalité de points marqués avec son coéquipier.
La saison 1934-1935 marque le retour au sommet des Bruins qui remportent à nouveau leur division ainsi que celui de Stewart qui termine pour la première fois meilleur buteur de sa nouvelle équipe. Il devance Barry d'un but mais termine deuxième pointeur derrière son coéquipier. En séries, les deux joueurs sont cependant impuissants et ne parviennent pas à inscrire le moindre but à Toronto qui élimine pour la deuxième fois Boston en trois ans. Malgré ses statistiques au sommet des Bruins, il est vendu le 28 septembre 1935 aux Americans de New York en compagnie de Joe Jerwa.

### Les Americans de New York
En 1936, avec seulement 14 buts et 29 points marqués, il termine cette fois-ci deuxième buteur et troisième pointeur de son équipe, loin derrière les 45 points de son coéquipier David « Sweeney » Schriner qui termine en tête des pointeurs de la LNH. Les Americans sont éliminés en deuxième ronde des séries, puis, ne pouvant définitivement acquérir Stewart, ses droits sont récupérés par Boston le 27 mai 1936.
C'est donc avec les Bruins qu'il commence la saison 1936-1937, mais après 10 matchs joués, un nouvel accord est trouvé avec les Americans auxquels il est à nouveau vendu le 19 décembre 1936. Cette saison est un peu meilleure pour Stewart qui dépasse à nouveau les 30 points et fait son retour parmi les dix meilleurs pointeurs de la saison. Malheureusement, les Americans ne se qualifient pas pour les séries.
La saison suivante, il inscrit le 299e but de sa carrière sous le maillot des Americans dans son ancienne patinoire du Forum de Montréal contre les Maroons le soir du 12 mars 1938. Quelques jours plus tard, il devient le premier joueur de l'histoire de la LNH à dépasser la barre des 300 buts en carrière. Cette saison, les Americans sont à nouveau éliminés en deuxième ronde contre les futurs champions, les Black Hawks de Chicago. Il joue encore deux saisons avec les Americans mais après seulement 6 buts et 13 points marqués, il prend sa retraite à la fin de la saison 1939-1940.

### Postérité
Il se retire après avoir marqué un record de 324 buts en 650 matchs joués dans la LNH. Ce record n'est battu qu’en 1952 par Maurice Richard,. Cinq ans plus tard, Stewart est retrouvé sans vie dans sa maison d’été près de Toronto le 21 août 1957. Il est intronisé au Temple de la renommée du hockey en 1952,.

## Statistiques
| Saison     | Équipe                | Ligue      |     | Saison régulière | Saison régulière | Saison régulière | Saison régulière | Saison régulière |    | Séries éliminatoires | Séries éliminatoires | Séries éliminatoires | Séries éliminatoires | Séries éliminatoires |
| Saison     | Équipe                | Ligue      | PJ  | B                | A                | Pts              | Pun              | PJ               | B  | A                    | Pts                  | Pun                  |                      |                      |
| 1918-1919  | Beaches de Toronto    | AHO Jr.    |     |                  |                  |                  |                  |                  |    |                      |                      |                      |                      |                      |
| 1919-1920  | Parkdale Canoe Club   | AHO        | 8   | 18               | 2                | 20               |                  | 1                | 1  | 0                    | 1                    |                      |                      |                      |
| 1920-1921  | Cleveland Hockey Club | USAHA      | 10  | 23               | 0                | 23               |                  | 8                | 6  | 0                    | 6                    |                      |                      |                      |
| 1921-1922  | Cleveland Hockey Club | USAHA      | 12  | 13               | 0                | 13               |                  |                  |    |                      |                      |                      |                      |                      |
| 1922-1923  | Cleveland Hockey Club | USAHA      | 20  | 22               | 0                | 22               |                  |                  |    |                      |                      |                      |                      |                      |
| 1923-1924  | Cleveland Hockey Club | USAHA      | 20  | 21               | 8                | 29               |                  | 8                | 5  | 2                    | 7                    |                      |                      |                      |
| 1924-1925  | Cleveland Hockey Club | USAHA      | 40  | 21               | 0                | 21               |                  | 8                | 6  | 3                    | 9                    | 24                   |                      |                      |
| 1925-1926  | Maroons de Montréal   | LNH        | 36  | 34               | 8                | 42               | 119              | 8                | 6  | 3                    | 9                    | 26                   |                      |                      |
| 1926-1927  | Maroons de Montréal   | LNH        | 43  | 17               | 4                | 21               | 133              | 2                | 0  | 0                    | 0                    | 4                    |                      |                      |
| 1927-1928  | Maroons de Montréal   | LNH        | 41  | 27               | 7                | 34               | 104              | 9                | 2  | 2                    | 4                    | 13                   |                      |                      |
| 1928-1929  | Maroons de Montréal   | LNH        | 44  | 21               | 8                | 29               | 74               | --               | -- | --                   | --                   | --                   |                      |                      |
| 1929-1930  | Maroons de Montréal   | LNH        | 44  | 39               | 16               | 55               | 81               | 4                | 1  | 1                    | 2                    | 2                    |                      |                      |
| 1930-1931  | Maroons de Montréal   | LNH        | 42  | 25               | 14               | 39               | 75               | 2                | 1  | 0                    | 1                    | 6                    |                      |                      |
| 1931-1932  | Maroons de Montréal   | LNH        | 38  | 22               | 11               | 33               | 61               | 4                | 0  | 1                    | 1                    | 2                    |                      |                      |
| 1932-1933  | Bruins de Boston      | LNH        | 47  | 18               | 18               | 36               | 62               | 5                | 2  | 0                    | 2                    | 4                    |                      |                      |
| 1933-1934  | Bruins de Boston      | LNH        | 48  | 22               | 17               | 39               | 68               | --               | -- | --                   | --                   | --                   |                      |                      |
| 1934-1935  | Bruins de Boston      | LNH        | 47  | 21               | 18               | 39               | 45               | 4                | 0  | 1                    | 1                    | 0                    |                      |                      |
| 1935-1936  | Americans de New York | LNH        | 48  | 14               | 15               | 29               | 16               | 5                | 1  | 2                    | 3                    | 4                    |                      |                      |
| 1936-1937  | Bruins de Boston      | LNH        | 11  | 3                | 2                | 5                | 6                | --               | -- | --                   | --                   | --                   |                      |                      |
| 1936-1937  | Americans de New York | LNH        | 32  | 20               | 10               | 30               | 31               | --               | -- | --                   | --                   | --                   |                      |                      |
| 1937-1938  | Americans de New York | LNH        | 48  | 19               | 17               | 36               | 29               | 6                | 2  | 3                    | 5                    | 2                    |                      |                      |
| 1938-1939  | Americans de New York | LNH        | 46  | 16               | 19               | 35               | 43               | 2                | 0  | 0                    | 0                    | 0                    |                      |                      |
| 1939-1940  | Americans de New York | LNH        | 35  | 6                | 7                | 13               | 6                | 3                | 0  | 0                    | 0                    | 0                    |                      |                      |
| Totaux LNH | Totaux LNH            | Totaux LNH | 650 | 324              | 191              | 515              | 953              | 50               | 9  | 12                   | 21                   | 47                   |                      |                      |

## Honneurs et récompenses
- 1926 : meilleur buteur et pointeur de la saison régulière ; meilleur marqueur des séries avec six buts, trois passes pour neuf points en huit matches.
- 1926 : Récipiendaire du trophée Hart
- 1927 : meneur de la ligue pour les minutes de pénalité avec 133.
- 1930 : Récipiendaire du trophée Hart
- 1934 : participe au match pour Ace Bailey.
- Capitaine des Maroons de Montréal entre 1928 et 1932